# Zephyranthes
Zephyranthes es un género perteneciente a la familia de las amarilidáceas que comprende unas 70 especies de plantas perennes, herbáceas y bulbosas originarias de América tropical y subtropical, si bien muchas de ellas se han naturalizado en otras partes del mundo. Zephyranthes presenta bellas flores solitarias dispuestas en la extremidad de un escapo áfilo y hueco que no supera los 25-30 cm de altura. El color de las flores -dependiendo de la especie o variedad considerada- varía desde el blanco puro o con tintes verdosos o rosados, pasando por el amarillo limón o amarillo azufre hasta el rosado. La forma y el color del follaje también varían según la especie o variedad considerada. Así, Z. candida presenta hojas lineares, verde brillantes; mientras que en Z. drummondii las hojas son anchas y glaucas.
En la naturaleza, la floración de Zephyranthes está asociada al clima lluvioso luego de la estación seca (de ahí uno de los nombres vulgares en inglés para estas especies, "rain lily", o sea, "lirio de lluvia"). 

## Descripción
Son hierbas bulbíferas, escamosas, glabras; con bulbos solitarios o agrupados, tunicados. Hojas basales, planas, lineales. Escapo fistuloso; inflorescencia de una flor solitaria terminal con una espata membranácea subyacente, ésta tubular en la parte inferior, generalmente bilobada en la superior, flor sésil o pedicelada, actinomorfa; perianto infundibuliforme con hipanto tubular corto o alargado y limbo de 6 lobos iguales o completamente diferentes; estambres 6, insertados en la garganta o en el tubo del perianto, algo dimorfos en longitud, ligeramente declinados, filamentos filiformes, anteras asimétricamente dorsifijas, introrsas, longitudinalmente dehiscentes; ovario ínfero, 3-locular, óvulos numerosos en cada lóculo, sobrepuestos, estilo solitario, terminal, estigma subcapitado o trífido. Fruto una cápsula loculicida, membranácea; semillas aplanadas, negras.

## Taxonomía
El género fue descrito por William Herbert y publicado en An Appendix 36. 1821. La especie tipo es: Zephyranthes atamasco (L.) Herb. 
Etimología
Zephyranthes: nombre genérico que proviene de (Zephyrus, Dios del viento del oeste en la mitología griega y Anthos, flor) puede traducirse como "flor del viento del oeste", siendo el "viento del oeste" el que trae la lluvia que desencadena la floración de estas especies. En Cuba se les conoce como brujitas, pues aparecen como por arte de magia después de las lluvias. 

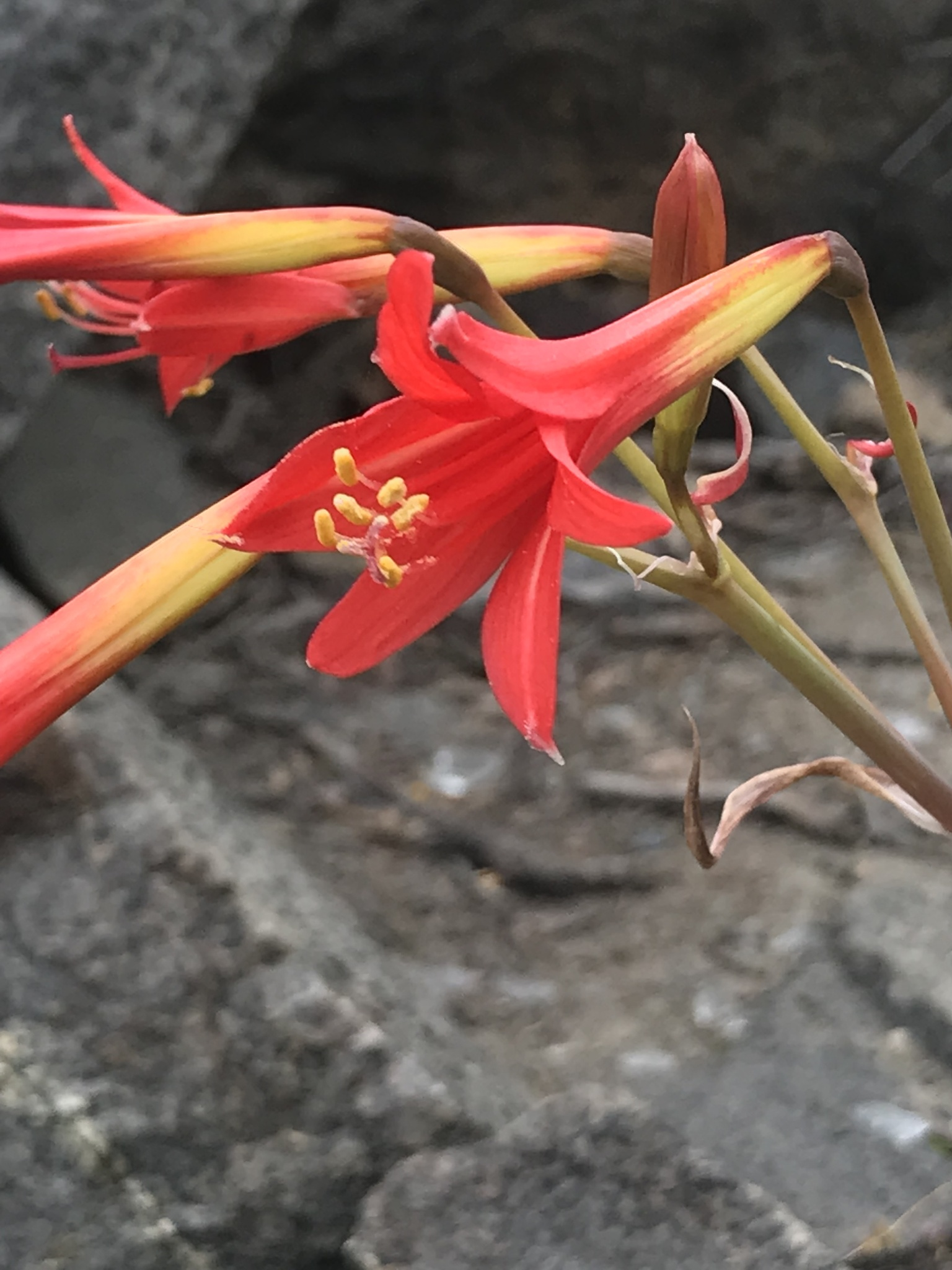
Zephyranthes phycelloides (Añañuca Roja)

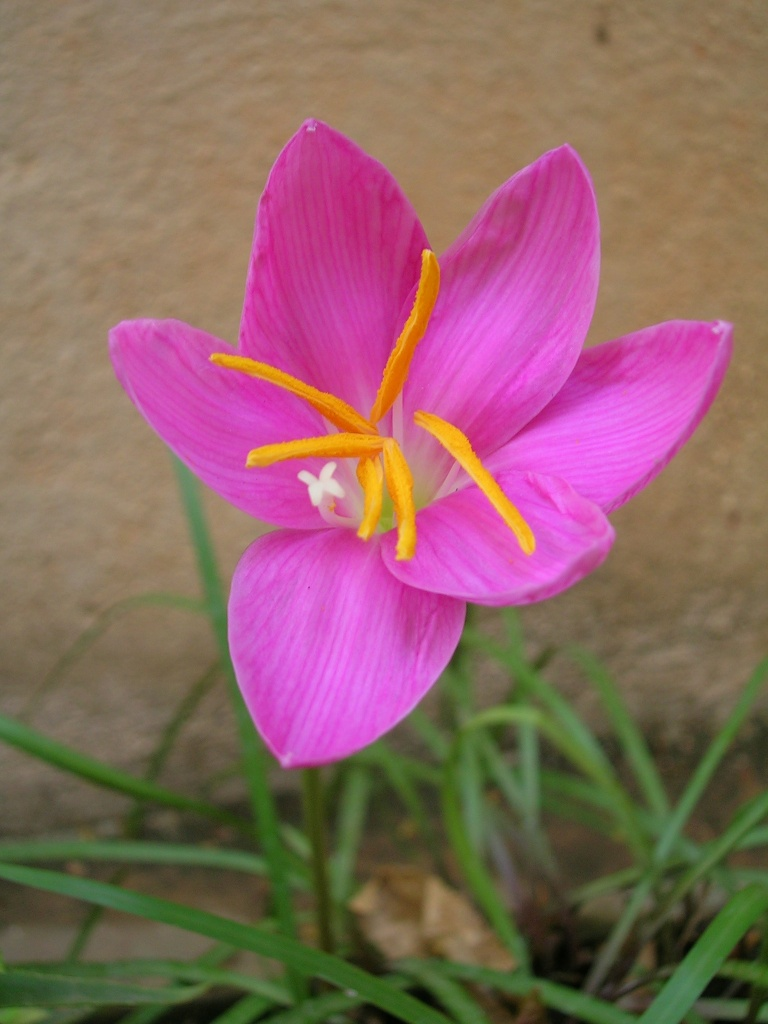
Zephyranthes carinata

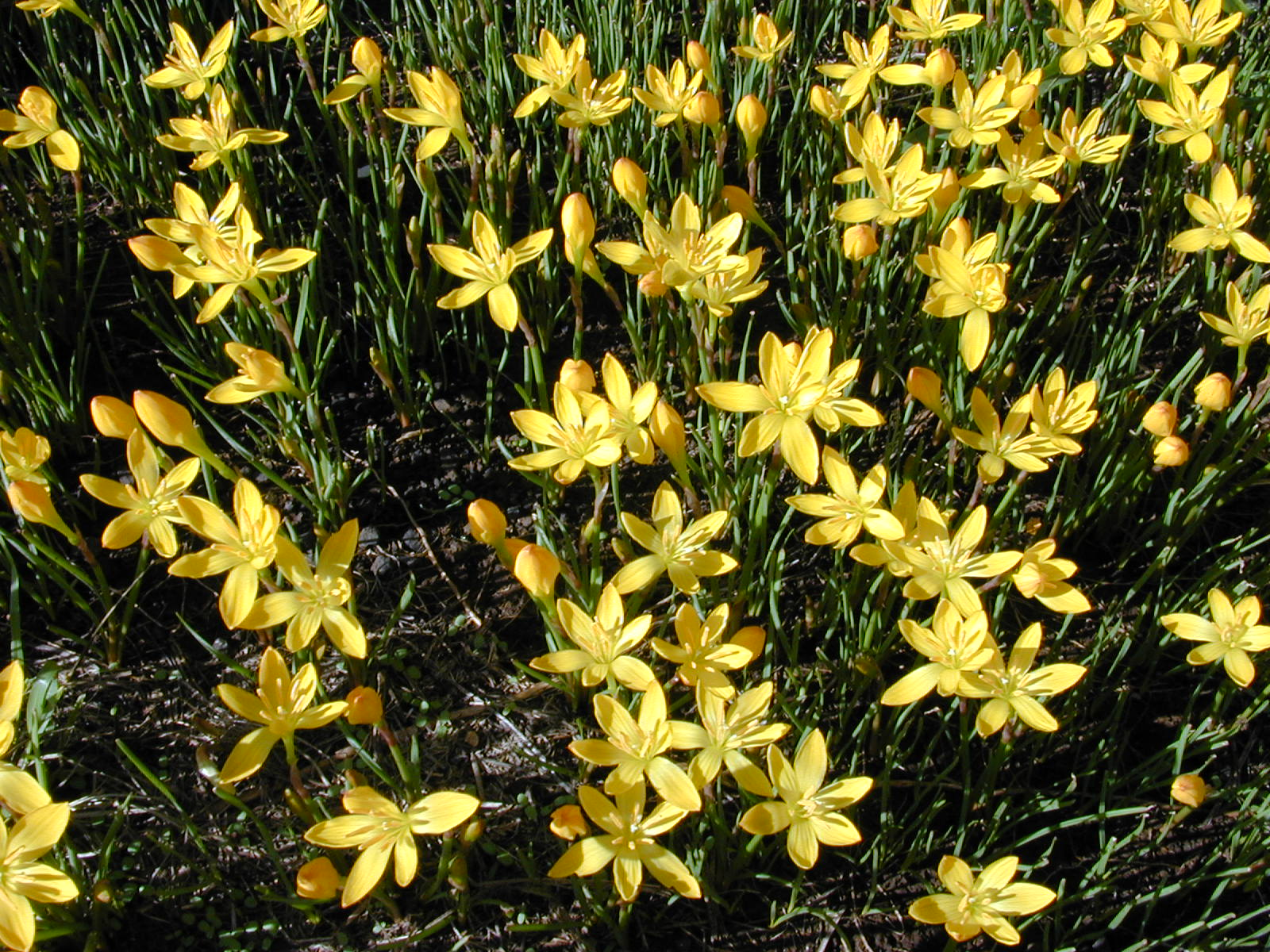
Zephyranthes citrina

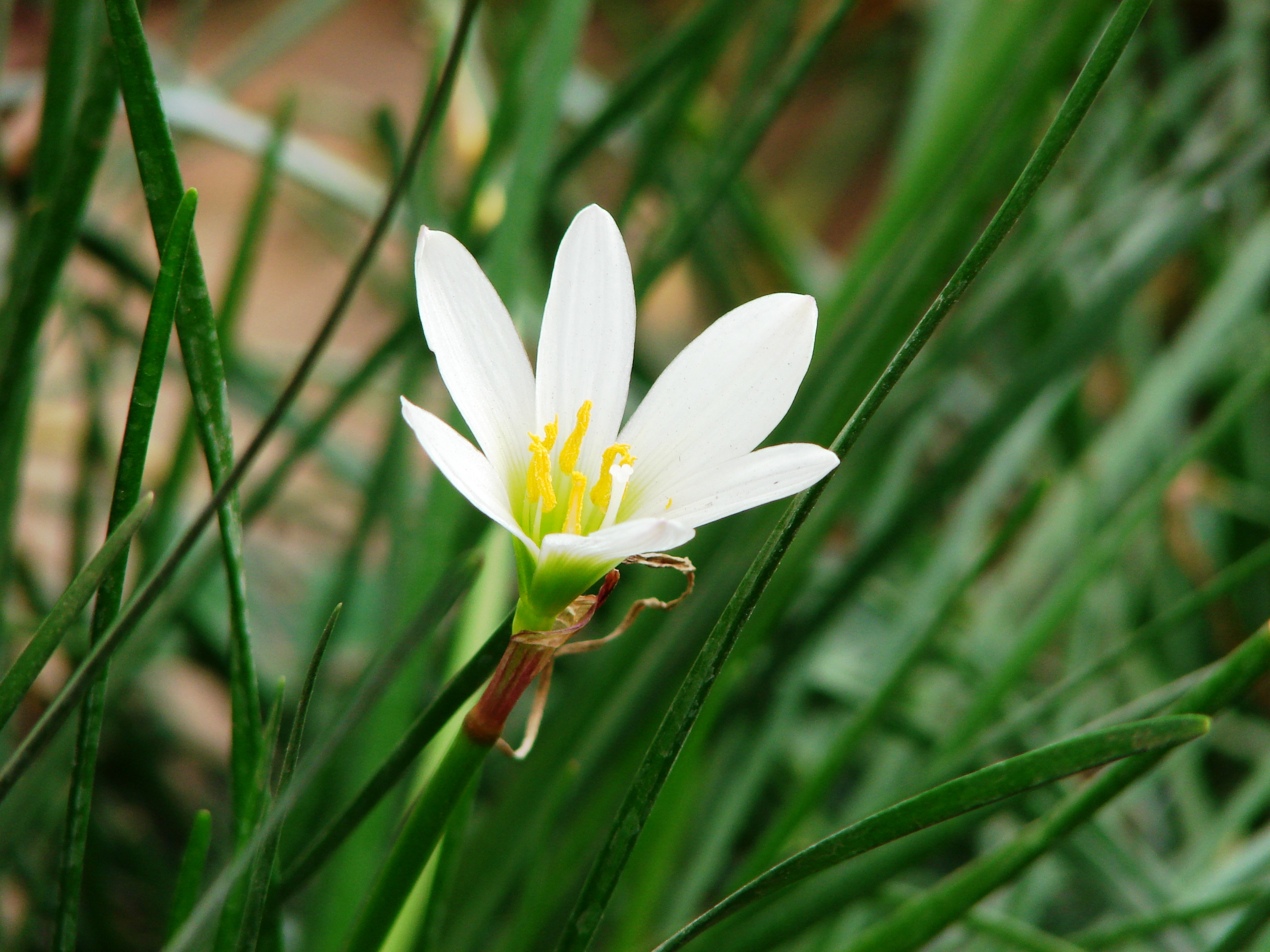
Zephyranthes candida

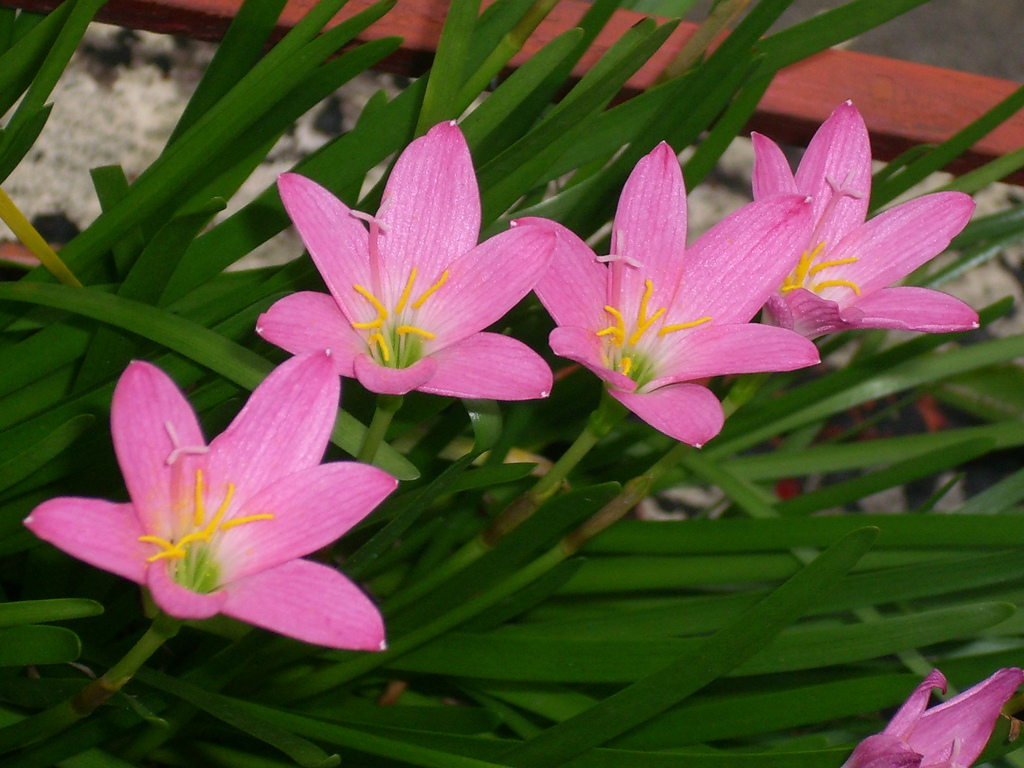
Zephyranthes rosea

## Especies
- Zephyranthes albiella
- Zephyranthes albolilacinus
- Zephyranthes americana
- Zephyranthes amoena
- Zephyranthes andina
- Zephyranthes atamasco – Atamasco - Lirio atamasco
- Zephyranthes bella
- Zephyranthes bifolia
- Zephyranthes brevipes
- Zephyranthes breviscapa
- Zephyranthes briquetii
- Zephyranthes candida - Azucenilla de río - Croco indio
- Zephyranthes capivarina
- Zephyranthes cardinalis
- Zephyranthes carinata - Carinata
- Zephyranthes cearensis - Ceará
- Zephyranthes challensis = Zephyranthes andina
- Zephyranthes chlorosolen
- Zephyranthes chrysantha
- Zephyranthes ciceroana
- Zephyranthes citrina
- Zephyranthes clintiae
- Zephyranthes concolor
- Zephyranthes crociflora
- Zephyranthes cubensis
- Zephyranthes depauperata
- Zephyranthes dichromantha
- Zephyranthes diluta
- Zephyranthes drummondii – Lirio de lluvia gigante
- Zephyranthes elegans
- Zephyranthes erubescens
- Zephyranthes filifolia
- Zephyranthes flavissima – Lirio de lluvia amarillo
- Zephyranthes fluvialis
- Zephyranthes fosteri
- Zephyranthes fragrans
- Zephyranthes gracilis
- Zephyranthes gratissima
- Zephyranthes guatemalensis
- Zephyranthes hondurensis
- Zephyranthes howardii
- Zephyranthes insularum
- Zephyranthes jonesii
- Zephyranthes katheriniae
- Zephyranthes lagesiana
- Zephyranthes latissimifolia
- Zephyranthes leucantha
- Zephyranthes lindleyana
- Zephyranthes longistyla
- Zephyranthes longituba
- Zephyranthes macrosiphon
- Zephyranthes mesochloa
- Zephyranthes microstigma
- Zephyranthes minima
- Zephyranthes minuta
- Zephyranthes miradorensis
- Zephyranthes moctezumae
- Zephyranthes modesta
- Zephyranthes morrisclintii - Lirio de lluvia de Clint
- Zephyranthes nelsonii
- Zephyranthes nervosa
- Zephyranthes nymphaea
- Zephyranthes orellanae
- Zephyranthes paranaensis
- Zephyranthes parvula
- Zephyranthes plumieri
- Zephyranthes primulina – Lirio de lluvia amarillo (México)
- Zephyranthes proctorii
- Zephyranthes pseudocolchicum
- Zephyranthes puertoricensis
- Zephyranthes pulchella
- Zephyranthes purpurella
- Zephyranthes pusilla = Zephyranthes americana
- Zephyranthes refugiensis – Lirio de lluvia de Refugio
- Zephyranthes reginae – Lirio de lluvia de la reina (México)
- Zephyranthes rosalensis
- Zephyranthes rosea – Lirio de lluvia rosa
- Zephyranthes sessilis
- Zephyranthes sulphurea = Zephyranthes citrina
- Zephyranthes simpsonii – Lirio atamasco de Califormia - Lirio de Simpson (USA)
- Zephyranthes smallii – Lirio de lluvia enano
- Zephyranthes stellaris= Zephyranthes seubertii
- Zephyranthes subflava
- Zephyranthes susatana
- Zephyranthes traubii – Lirio de lluvia mexicano - Lirio de lluvia de San Carlos
- Zephyranthes treatiae
- Zephyranthes tucumanensis
- Zephyranthes tubiflora
- Zephyranthes uruguaianica
- Zephyranthes verecunda = Zephyranthes minuta
- Zephyranthes versicolor
- Zephyranthes wrightii
- Zephyranthes yaviensis

*[[Zephyranthes Orellanae]]